# 布達佩斯藝術廳

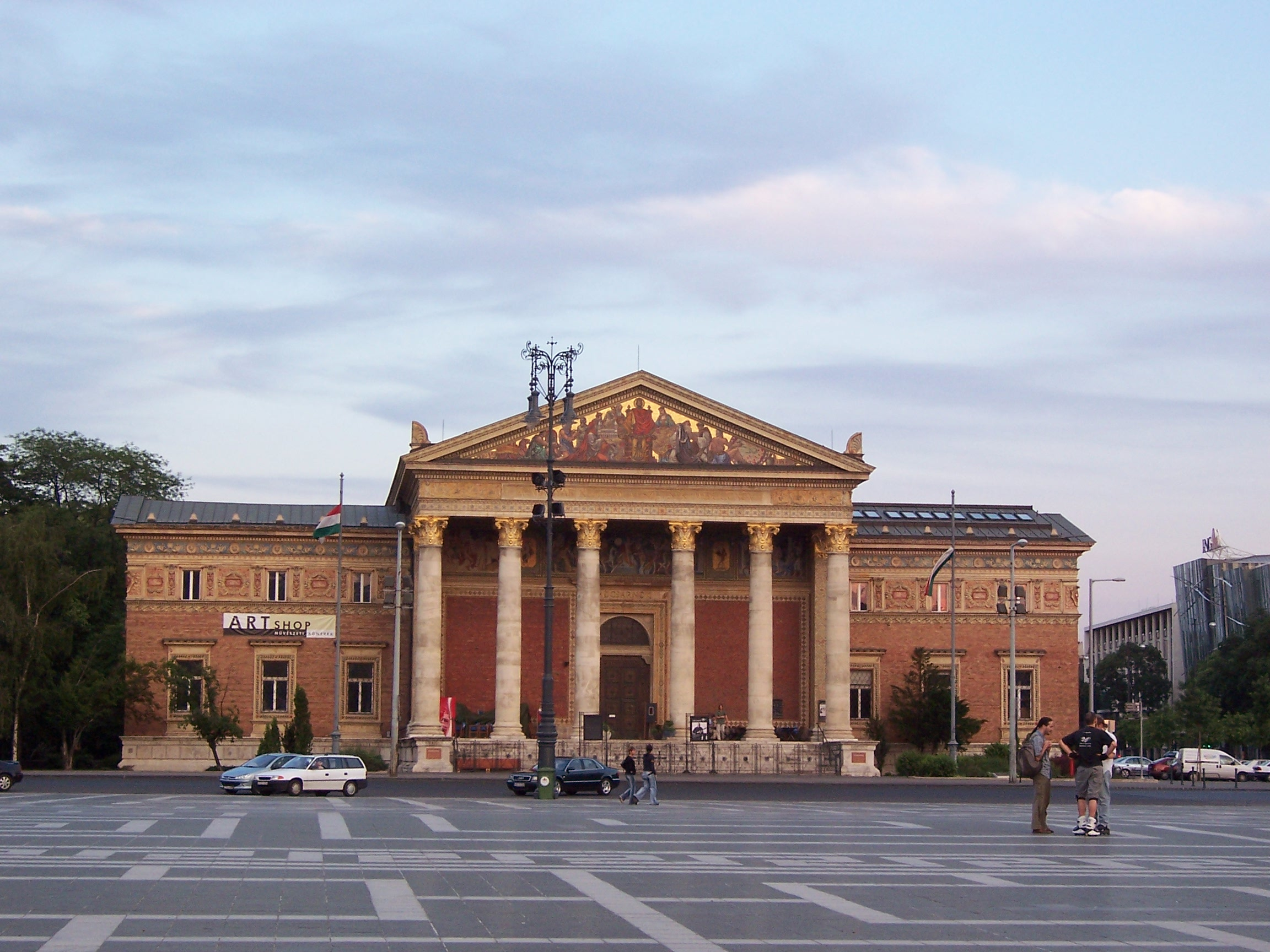

布達佩斯藝術廳（匈牙利語：Műcsarnok）是位於匈牙利首都布達佩斯的一座當代藝術的美術館。位於布達佩斯英雄廣場，布達佩斯美術博物館的對面。藝術廳的建築修建於1895年，是一座新古典主義風格建築。

## 外部連結
- Website （页面存档备份，存于）
- （匈牙利文） Short intro at Budapest Tourism Office

47°30′50.48″N 19°4′43.24″E / 47.5140222°N 19.0786778°E